# Alfredo Parga
Alfredo Parga (Buenos Aires, 11 de diciembre de 1924 - 2 de junio de 2004) fue un escritor y periodista argentino, vinculado al automovilismo. Publicó artículos sobre la guerra civil española y libros sobre dos pilotos argentinos que fueran sus confidentes, Juan Manuel Fangio y Carlos Alberto Reutemann. Participó en infinidad de revistas especializadas en el deporte motor y como columnista del Diario La Nación de Buenos Aires. En periodismo radial formó parte del programa "Sport 80" de Radio Mitre y como conductor del ciclo "Otro automovilismo" en Radio Belgrano. Fue galardonado con el premio "Lobo de mar" en 1996 y al año siguiente recibió el diploma al mérito en periodismo deportivo escrito de la Fundación Konex.
La horquilla final del Autódromo Oscar y Juan Gálvez, lleva su nombre (Horquilla de Parga).
Entre sus trabajos escritos, se destacan:
- "Los días de Reutemann", Ediciones CEAC.
- "Fangio a secas", Revista Corsa.
- "Fórmula 1", La Nación.
- "Historia de una pasión", Editorial Atlántida
- "Historia deportiva del automovilismo argentino", La Nación.